# The Bella Twins
Brianna Monique Garcia i Stephanie Nicole Garcia (21 de novembre de 1983) són germanes bessones més conegudes pels seus noms en el ring, Brie Bella i Nikki Bella, que formen un equip conegut com The Bella Twins. Actualment treballen a la World Wrestling Entertainment competint a la marca Raw.
Entre els seus triomfs destaquen dos Campionats de Divas un aconseguit per Brie i l'altre per Nikki.
Van ser entrenades en el territori de desenvolupament de la WWE, la Florida Championship Wrestling i van debutar amb la imatge de Brie en els programes televisats; quan aquesta tenia problemes per continuar el combat s'intercanviaba amb Nikki per sota del ring, fins que van ser descobertes i van començar a lluitar en tag teams.

## Carrera

### World Wrestling Entertainment / WWE

#### 2007
Les germanes Bella signaren un contracte de desenvolupament sent enviades a la Florida Championship Wrestling. Durant la seva estada allà van lluitar individualment.

#### 2008 - 2009
Van debutar públicament a SmackDown només amb la imatge de Brie Bella, però quan aquesta tenia desavantatge en les seves lluites s'intercanviaba per Nikki Bella per sota del ring; amb aquesta tècnica van aconseguir derrotar dues vegades a Victoria. En una de les lluites Victoria va estar acompanyada per Natalya i van descobrir l'estratègia, per tant, Nikki va ser descoberta. Posterior a això van començar a lluitar en equip. En els tag team van continuar amb la mateixa estrategia quan l'arbitre no mirava i tenien oportunitat d'intercanviar-se sense ser vistes.
Van lluitar durant un temps fent equip amb Michelle McCool i Maria.
Van estar un temps acompanyant a Carlito i Primo en les seves lluites. Un dia Nikki, degut als insults de John Morrison i The Miz els va retar a lluitar contra els Cólons, lluita que aquests últims van perdre.
Més tard foren traspassades a Raw, però un temps després van ser enviades a la ECW. Mesos després novament van tornar a Raw. Brie Bella va participar en un torneig per coronar per la vacant del Campionat de Divas, però va ser derrotada per Maryse en els quarts de finals quan els van fallar la tècnica d'intercanvi.

#### 2010
En la final de segona temporada de NXT van ser presentades com les pros que acompanyarien a Jamie, l'antiga anunciadora de dit programa. Durant l'emissió de la tercera temporada de NXT Nikki Bella van començar a tenir conductes heel, cosa que li sembla estrany a Brie Bella. Tot i això aquest fet no va provocar cap problema en l'equip. Des del dia 22 de novembre van començar a acompanyar a Daniel Bryan en les seves lluites.

#### 2011
El 24 de gener junt amb Daniel Bryan van sortir derrotats en una lluita contra Alicia Fox, Maryse i Ted Dibiase; després del combat van trobar a Daniel Bryan amb Gail Kim, la parella del lluitador com els va informar ell. En aquell moment van atacar a Gail, necessitan uns quants àrbitres per a separar-les.
El 7 de febrer van fer equip amb Melina debutant com a heels en el ring. El 21 de febrer van derrotar a Gail Kim i Eve Torres. El 28 de febrer Nikki Bella va guanyar una oportunitat pel Campionat de Divas quan va guanyar una batlle royal; realment la guanyadora era Gail Kim però Nikki va tornar a entrar al ring, ja que cap àrbitre la va veure caure. El 7 de març va lluitar contra Eve pel campionat però no va aconseguir guanyar.
L'11 d'abril Brie Bella va derrotar a Eve Torres guanyant el seu primer WWE Divas Championship.
El 9 de maig després de ser derrotades per Kelly Kelly & Eve Torres va aparèixer Kharma, però les bessones van aconseguir marxar abans que les ataqués.
El 16 de maig a Raw van ser atacades per Kharma després que Brie fos derrotada per Kelly Kelly. El 17 de maig a SmackDown Brie va derrotar a Natalya.
El 22 de maig en el PPV Over the limit (2011) Brie Bella va retenir el Campionat de Dives enfront a Kelly Kelly quan Nikki es va intercanviar amb ella al final del combat.
El 20 de juny, a l'edició especial de Raw Power to the People Brie va perdre el Campionat de Dives enfront a Kelly Kelly, la qual havia estat escollida pel públic com a nº1 contender. El 27 de juny Nikki va ser derrotada per Kelly Kelly en un Submission Match.

## En lluita
- Moviments finals
  - Sitout facebuster
  - Twin magic
- Moviments de firma
  - Jumping snapmare
  - Springboard arm drag
- Lluitadors dirigits
  - Carlito
  - Primo
  - John Morrison
  - The Miz
  - Daniel Bryan
- Tema musical

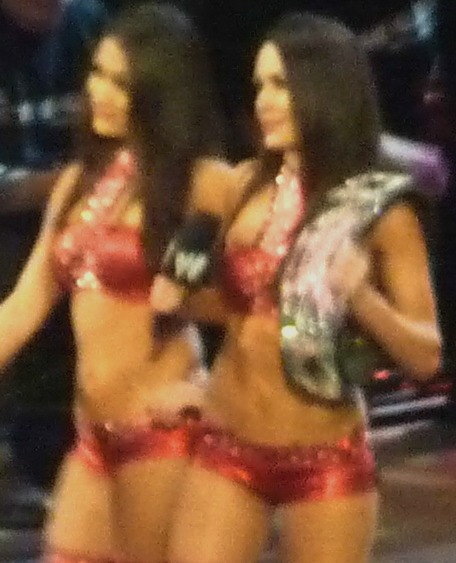
Brie com a Campiona de dives junt amb Nikki

  - Yo can look (but you can't touch) de Kim Sozzi & Jim Johnston.

## Campionats i Triomfs
- World Wrestling Entertainment
  - WWE Divas Championship (2 vegades) - Brie Bella (1), Nikki Bella (1, actual)